# Brachystele luzmariana
Brachystele luzmariana är en orkidéart som beskrevs av Dariusz Lucjan Szlachetko och Roberto González Tamayo. Brachystele luzmariana ingår i släktet Brachystele och familjen orkidéer. Inga underarter finns listade i Catalogue of Life.